# Урдозеро
Урдозеро (также Урд-озеро, Уртозеро) — пресноводное озеро в Мурманской области России, находится на территории Кольского района.
Расположено на севере области, в системе левых притоков реки Уры, к западу от истока реки Шовны, в 48 километрах к западу от Мурманска. Находится на высоте 186,5 метра над уровнем моря. Форма озера вытянута в меридиональном направлении, максимальное расстояние между крайними точками — около 8,2 км, в центральной части ширина достигает 1,4 км. Имеется множество островов. Площадь озера — 16,3 км². 
На юге впадает река Везнь, которая, вытекая из озера на севере, меняет своё название на Уртйок и протекает через озёра Нялъявр и Килпъявр. К югу расположена возвышенность Везеньводыш высотой до 281,1 м.
Берега изрезаны, низкие, местами всхолмленные, покрыты лесотундрой с преобладанием ели. Западный берег заболочен.